# Meskalamdug
Meskalamdug, o anche Mes-kalam-dug, (in sumero 𒈩𒌦𒄭, MES.KALAM.DUG; ossia Eroe della Buona Terra; fl. XXVII secolo a.C.) è stato un re di Ur che però non è accennato sulla Lista dei re sumeri.
Governò probabilmente attorno al 2600 a.C.
La sua tomba, trovata nella necropoli reale di Ur, conteneva numerosi manufatti d'oro, compreso un elmo, ora perduti. La sua moglie era la regina Ninbanda. Il suo nome, inoltre, è stato ritrovato sui sigilli di un'altra tomba con il titolo "lugal" (re); questa tomba, tuttavia, non fu ritenuta autentica dall'archeologo Leonard Woolley.
È stato trovato nella sua tomba senza oggetti ma solo con un'armatura d'oro addosso, senza essere stato razziato.
Inoltre, su un'iscrizione di un tondino proveniente dalla città di Mari, Meskalamdug viene detto "padre del re Mesannepada di Ur", che è conosciuto da molte altre iscrizioni e il cui nome compare sulla Lista dei re.